# Koziegłowy
Koziegłowy là một thị trấn thuộc huyện Myszkowski, tỉnh Śląskie ở nam Ba Lan. Thị trấn có diện tích 27 km². Đến ngày 1 tháng 1 năm 2011, dân số của thị trấn là 2456 người và mật độ 92 người/km².